# USS Sharkey (DD-281)
USS Sharkey (DD-281) là một tàu khu trục lớp Clemson được Hải quân Hoa Kỳ chế tạo vào cuối Chiến tranh Thế giới thứ nhất. Nó là chiếc tàu chiến duy nhất của Hải quân Hoa Kỳ được đặt theo tên Trung úy Hải quân William J. Sharkey (1885-1918). Sharkey ngừng hoạt động năm 1930 và bị tháo dỡ năm 1931 nhằm tuân thủ quy định hạn chế vũ trang của Hiệp ước Hải quân London.

## Thiết kế và chế tạo
Sharkey được đặt lườn vào ngày 14 tháng 4 năm 1919 tại xưởng tàu Squantum Victory Yard của hãng Bethlehem Shipbuilding Corporation ở Squantum, Massachusetts. Nó được hạ thủy vào ngày 12 tháng 8 năm 1919, được đỡ đầu bởi bà Mary E. Sharkey; và được đưa ra hoạt động vào ngày 28 tháng 11 năm 1919 dưới quyền chỉ huy của Hạm trưởng, Trung tá Hải quân E. D. Washburn, Jr..

## Lịch sử hoạt động
Ngay khi vừa được đưa vào hoạt động, Sharkey được gửi đi cứu hộ cho chiếc SS Powhatan, và là một trong bốn tàu canh chừng trong lúc con tàu hư hại được kéo đi. Nó hoàn tất việc chạy thử máy ngoài khơi Newport, Rhode Island, và đã rời cảng này vào ngày 28 tháng 1 năm 1920 để đi vịnh Guantánamo, Cuba. Đến tháng 4, nó quay về Boston, Massachusetts để sửa chữa, và sau khi hoàn tất nó gia nhập Hải đội Khu trục Dự bị thuộc Hạm đội Đại Tây Dương tại Charleston, South Carolina vào ngày 5 tháng 10. Nó lên đường vào ngày 10 tháng 5 năm 1921 cho các hoạt động mùa Hè ngoài khơi Newport, và quay về Charleston vào ngày 24 tháng 10; nó lại lên đường vào ngày 29 tháng 5 năm 1922 để thực tập ngoài khơi Norfolk, Virginia, vốn kéo dài cho đến khi nó đi vào Xưởng hải quân Boston để sửa chữa vào ngày 2 tháng 12.
Sharkey lên đường vào ngày 11 tháng 1 năm 1923 để đi sang vùng biển Caribe, và đã tham gia cuộc tập trận Vấn đề Hạm đội I ngoài khơi Panama cũng như trong cuộc thực tập phối hợp hạm đội, cho đến khi rời vùng biển Caribe vào ngày 2 tháng 4 để đi đến Xưởng hải quân Philadelphia. Rời xưởng tàu vào ngày 11 tháng 8, nó tham gia các cuộc cơ động ngoài khơi Newport, và từ ngày 31 tháng 8 đến ngày 4 tháng 9 đã tham gia cuộc đua Fisherman's tại Gloucester, Massachusetts trước khi rời Newport vào ngày 1 tháng 10 năm 1923 để hoạt động thực hành ngoài khơi Norfolk. Nó trải qua giai đoạn từ ngày 18 tháng 11 năm 1923 đến ngày 3 tháng 1 năm 1924 trong Xưởng hải quân Philadelphia.
Vào ngày 4 tháng 1 năm 1924, Sharkey khởi hành từ Lynnhaven Roads, Virginia cùng với Hạm đội Tuần tiễu để tham gia tập trận Vấn đề Hạm đội thường lệ hàng năm tại vùng biển Caribe. Cuộc tập trận diễn ra từ ngày 11 tháng 1 đến ngày 28 tháng 2, và sau đó chiếc tàu khu trục được đại tu tại Boston từ ngày 3 tháng 3 đến ngày 14 tháng 6. Từ ngày 10 đến ngày 28 tháng 7, nó hoạt động cùng với thiết giáp hạm Colorado ngoài khơi Bermuda trong việc thử nghiệm một kiểu máy đo tầm xa dành cho tàu khu trục, và sau khi được sửa chữa một chân vịt bị uốn cong, nó hoàn tất việc thử nghiệm từ ngày 5 đến ngày 24 tháng 9 cùng với chiếc West Virginia. Sau các đợt thực hành khác, nó đi đến Philadelphia vào ngày 1 tháng 11 năm 1924.
Vào ngày 10 tháng 1 năm 1925, Sharkey khởi hành từ Philadelphia để đi đến vùng biển Caribe. Nó đón Tổng thống Hoa Kỳ cùng Nội các lên tàu tại Haiti cho một chuyến đi ngắn vào ngày 26 tháng 1, rồi huấn luyện cùng hạm đội tại vùng biển Caribe cho đến ngày 28 tháng 3. Nó thực hiện chuyến đi huấn luyện quân nhân dự bị từ Philadelphia từ ngày 14 tháng 4 đến ngày tháng 5, nhưng bị hư hại turbine nên phải quay vào Xưởng hải quân Norfolk để sửa chữa. Nó tiếp nối chuyến đi huấn luyện quân nhân dự bị từ ngày 23 tháng 7 đến ngày 5 tháng 9 năm 1925, rồi thực hiện chuyến đi khứ hồi đến từ ngày 19 tháng 9 đến ngày 20 tháng 11.
Sharkey quay trở lại vịnh Guantánamo vào ngày 13 tháng 1 năm 1926, và băng qua kênh đào Panama vào ngày 4 tháng 2 để tham gia cuộc tập trận Vấn đề Hạm đội VI được tổ chức ngoài khơi bờ biển phía Tây của Trung Mỹ. Nó quay trở về Norfolk vào ngày 21 tháng 2, và được đại tu tại đây cho đến ngày 23 tháng 4. Vào ngày 17 tháng 6, nó cùng đội của nó rời Newport đi sang Châu Âu, viếng thăm các cảng Bắc Âu từ ngày 29 tháng 6 đến ngày 20 tháng 11 năm 1926, rồi trải qua ba tháng tiếp theo tại khu vực Tây Địa Trung Hải, viếng thăm các cảng tại khu vực Đông Địa Trung Hải từ ngày 20 tháng 2 đến ngày 7 tháng 5 năm 1927. Sau đó nó thực hiện chuyến đi kéo dài một tuần đến Hắc Hải, viếng thăm các cảng Romania và Bulgaria trước khi quay trở về Newport vào ngày 11 tháng 7 năm 1927. Nó trải qua thời gian còn lại của năm 1927 thực hiện chuyến đi huấn luyện quân nhân dự bị và hai lần được sửa chữa tại Norfolk.
Sharkey đi đến vịnh Guantánamo vào ngày 11 tháng 1 năm 1928 và hoạt động cùng hạm đội tại vùng biển Caribe cho đến ngày 31 tháng 3. Sau khi huấn luyện quân nhân dự bị ngoài khơi Norfolk và Newport, nó được đại tu tại Norfolk từ ngày 29 tháng 7 đến ngày 2 tháng 10. Nó thực hành ngoài khơi Charleston trong hai tháng rồi quay trở lại Norfolk cho kỳ nghỉ lễ Giáng Sinh. Lên đường vào ngày 4 tháng 1 năm 1929, Sharkey băng qua kênh đào Panama vào ngày 20 tháng 1 để tham gia cuộc tập trận Vấn đề Hạm đội IX cùng cuộc thực hành phối hợp hạm đội ngoài khơi Panama. Lại băng qua kênh đào vào ngày 7 tháng 3, nó tiếp tục thực hành cùng hạm đội tại vùng biển Caribe cho đến ngày 27 tháng 4. Sau khi hoạt động thực tập cùng các chuyến đi huấn luyện dự bị dọc theo bờ Đông, nó đi vào Xưởng hải quân Norfolk để đại tu vào ngày 22 tháng 7.
Thay vào đó, Sharkey nhận được lệnh ngừng hoạt động, và được chiếc Kalmia kéo đến Xưởng hải quân Philadelphia vào ngày 2 tháng 10 năm 1929, nơi nó được cho xuất biên chế vào ngày 1 tháng 5 năm 1930. Tên của Sharkey được cho rút khỏi danh sách Đăng bạ Hải quân vào ngày 22 tháng 10 năm 1930, và nó bị bán cho hãng Boston Iron and Metal Company ở Baltimore, Maryland vào ngày 17 tháng 1 năm 1931 để tháo dỡ.